# Список объектов всемирного наследия ЮНЕСКО в Ирландии
В списке объектов всемирного наследия ЮНЕСКО в Республике Ирландия значится 2 наименования (на 2024 год), это составляет 0,2 % от общего числа (1248 на 2025 год). Оба объекта включены в список по культурным критериям, причём один из них признан шедевром человеческого гения (критерий i). Комплекс на реке Бойн, который активно исследуется учёными, состоит из нескольких объектов, крупнейшие из них также представлены в списке.

## Список
В данной таблице объекты расположены в хронологическом порядке их добавления в список всемирного наследия ЮНЕСКО.
| #   | Изображение | Название                                                                                | Местоположение                  | Время создания           | Год внесения в список | №   | Критерии   |
| --- | ----------- | --------------------------------------------------------------------------------------- | ------------------------------- | ------------------------ | --------------------- | --- | ---------- |
| 1   |             | Археологические находки в долине реки Бойн ирл. Brú na Bóinne англ. Palace of the Boyne | графство Мит                    | 2750 — 2250 гг. до н. э. | 1993                  | 659 | I, III, IV |
| 1.1 |             | Даут ирл. Dubhadh англ. Dowth                                                           | восточная часть комплекса       | 2750 — 2250 гг. до н. э. | 1993                  | 659 | I, III, IV |
| 1.2 |             | Наут ирл. Cnobha англ. Knowth                                                           | западная часть комплекса        | 2750 — 2250 гг. до н. э. | 1993                  | 659 | I, III, IV |
| 1.3 |             | Ньюгрейндж ирл. Dún Fhearghusa англ. Newgrange                                          | центральная часть комплекса     | 2750 — 2250 гг. до н. э. | 1993                  | 659 | I, III, IV |
| 2   |             | Монастырь на острове Скеллиг-Майкл ирл. Sceilig Mhichíl англ. Michael's rock            | графство Керри, острова Скеллиг | VII век                  | 1996                  | 757 | III, IV    |

## Кандидаты
Согласно плану, монастырь Клонмакнойс должен был получить статус объекта всемирного наследия уже летом 2010 года, но этого не произошло. Более того, в 2010 году объект был исключен даже из списка кандидатов.
| # | Изображение | Название | Местоположение                               | Время создания        | Год внесения в список | №    | Критерии      |
| - | ----------- | --- | -------------------------------------------- | --------------------- | --------------------- | ---- | ------------- |
| 1 |             | Королевские места Ирландии: Скала Кашел, Дун-Эйлин, Холм Уснех, Рат Круахан, Холм Тара ирл. Tá an Láithreáin Ríoga na hÉireann: Caiseal, Dún Ailinne, Hill of Uisneach, Coimpléasc Ráth Cruachan, agus Tara Coimpléasc англ. The Royal Sites of Ireland: Cashel, Dún Ailinne, Hill of Uisneach, Rathcroghan Complex, and Tara Complex | провинции Ольстер, Ленстер, Манстер, Коннахт | неолит, железный век  | 2010                  | 5528 | (iii)(iv)(vi) |
| 2 |             | Ансамбль Транслантического телеграфного кабеля, совместно с Канадой англ. Transatlantic Cable Ensemble (Ireland) | остров Валеншия                              | 1868 год              | 2023                  | 6634 | (ii)(iv)      |
| 3 |             | Ландшафты коридорных гробниц в графстве Слайго англ. The Passage Tomb Landscape of County Sligo | графство Слайго                              | неолит, бронзовый век | 2023                  | 6635 | (iii)(iv)     |

## Бывшие кандидаты
В апреле 2010 года список кандидатов в объекты всемирного наследия ЮНЕСКО в Ирландии был сильно обновлён. После обновления ряд объектов был исключён из списка кандидатов (Национальный парк Килларни, Болото Клара), ряд пунктов объединён в одну заявку (например, Кейдские поля и Северо-западные болота Мейо), некоторые заявки были обновлены (Клонмакнойс, Западные каменные форты, Буррен). Ниже представлен список из объектов, которые являлись кандидатами в период с 1992 по 2010 год (за исключением Тары, бывшей кандидатом с 2009 года), и не были включены во Всемирное наследие ЮНЕСКО в объёме, представленном в исходной заявке.
| # | Изображение | Название | Местоположение          | Время создания               | Был в списке | Предлагавшиеся критерии |
| - | ----------- | --- | ----------------------- | ---------------------------- | ------------ | ----------------------- |
| 1 |             | Национальный парк Килларни ирл. Páirc Náisiúnta Chill Airne англ. Killarney National Park | графство Керри          | —                            | 1992-2010    | III, IV                 |
| 2 |             | Болото Клара ирл. Móinteach Chláraigh англ. Clara Bog | графство Оффали         | —                            | 1992-2010    | не заявлены             |
| 3 |             | Буррен ирл. An Bhoirinn англ. The Burren | графство Клэр           | —                            | 2010-2023    | (v)(viii)               |
| 4 |             | Исторический центр Дублина англ. The Historic City of Dublin | графство Дублин         | XVIII-XIX вв                 | 2010-2023    | (ii)(iv)(vi)            |
| 5 |             | Кейдские поля и Северо-западные болота Мейо ирл. Achaidh Chéide agus Móinte Iarthuaisceart Mhaigh Eo англ. Ceide Fields and North West Mayo Boglands                                                       | графство Мейо           | 5,5 тыс. лет назад           | 2010-2023    | (iv)(v)                 |
| 6 |             | Западные каменные форты: Дун-Энгус, Каэркомман, Каэрконри, Ань-Бяннах, Ань-Штегь ирл. Caisil an Iarthair: Dún Aonghasa англ. Western Stone Forts: Dún Aengus, Cahercommaun, Caherconree, Benagh, Staigue   | западная часть Ирландии | Бронзовый век — Средние века | 2010-2023    | (iii)(iv)(v)            |
| 7 |             | Монастырский город Клонмакнойс и его культурный ландшафт ирл. An Chathair mainistreach i gCluain Mhic Nóis agus a Tírdhreacha Cultúrtha англ. The Monastic City of Clonmacnoise and its Cultural Landscape | графство Оффали         | 545 год                      | 2010-2023    | (iv)(v)                 |
| 8 |             | Монастырские поселения раннего средневековья: Клонмакнойс, Глендалох, Дарроу, Холи-Айленд, Келлское аббатство, Монастербойс ирл. Ceantar Luath Mheánaois Mhainistreach англ. Early Medieval Monastic Sites |                         | раннее средневековье         | 2010-2023    | (iii)(iv)(vi)           |

## Географическое расположение объектов
Легенда карты:
- — объекты всемирного наследия
- — одиночные кандидаты
- — кандидат № 1, Королевские места Ирландии
- — бывший кандидат № 5, Кейдские поля и Болота Мейо
- — бывший кандидат № 6, Западные каменные форты,
- — Бывший кандидат № 8, Монастырские поселения раннего средневековья, выделен Клонмакнойс, являющийся также отдельным кандидатом,
- —  одиночные бывшие кандидаты